# E. M. Forster
Edward Morgan Forster, detto E. M. (Londra, 1º gennaio 1879 – Coventry, 7 giugno 1970), è stato uno scrittore britannico, autore di brevi racconti, di romanzi e saggi letterari.
La sua fama crebbe dopo la sua morte perché da alcuni dei suoi romanzi furono tratti film di grande successo come Passaggio in India (1984) di David Lean e, con la regia di James Ivory, Camera con vista (1986), Maurice (1987) e Casa Howard (1992).

## Biografia

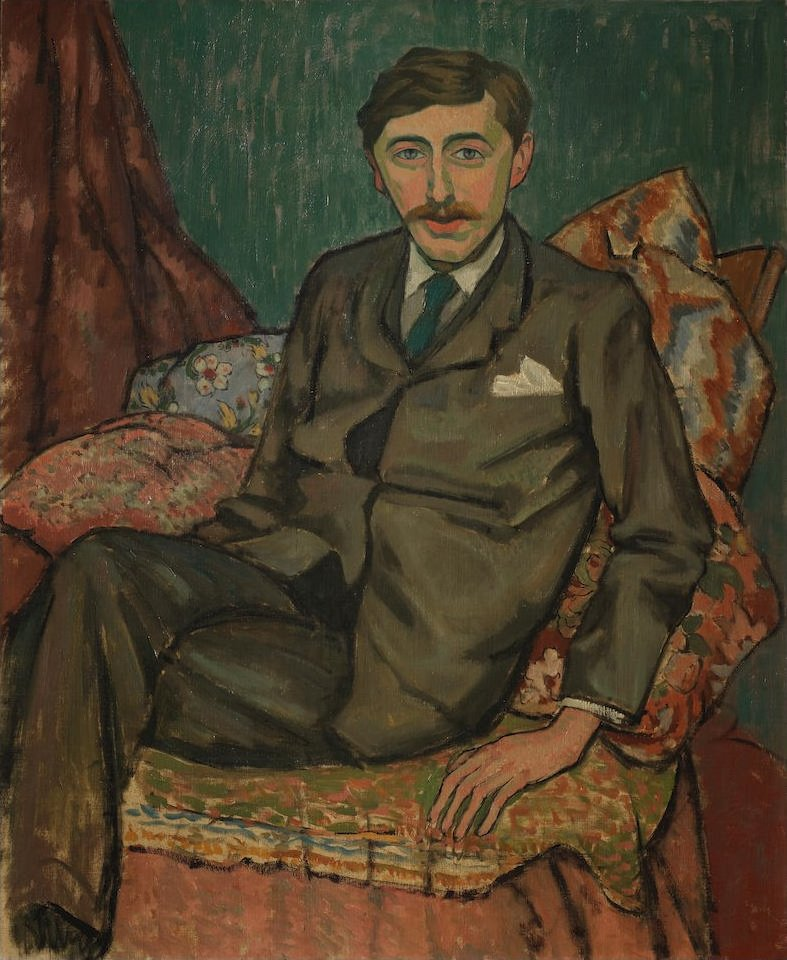
Forster ritratto da Roger Fry nel 1911

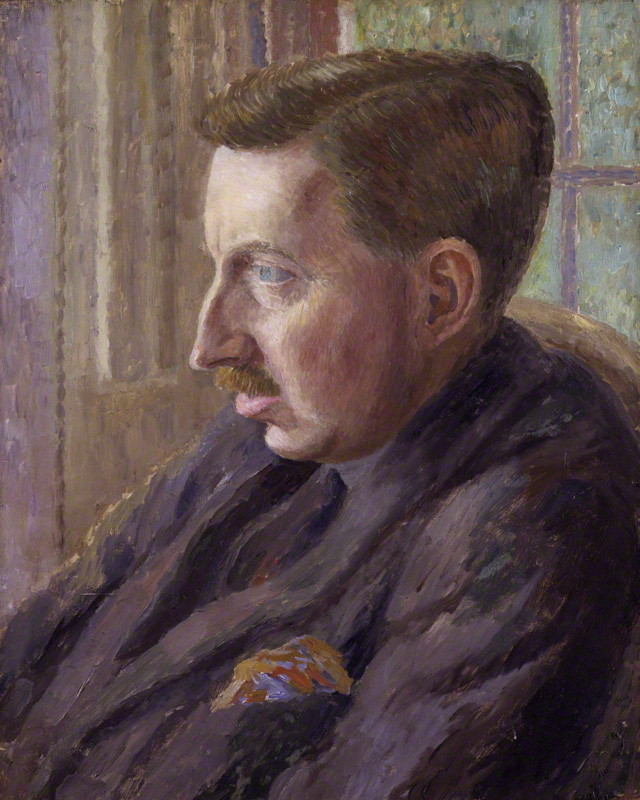
Forster ritratto da Dora Carrington (c. 1924-1925)

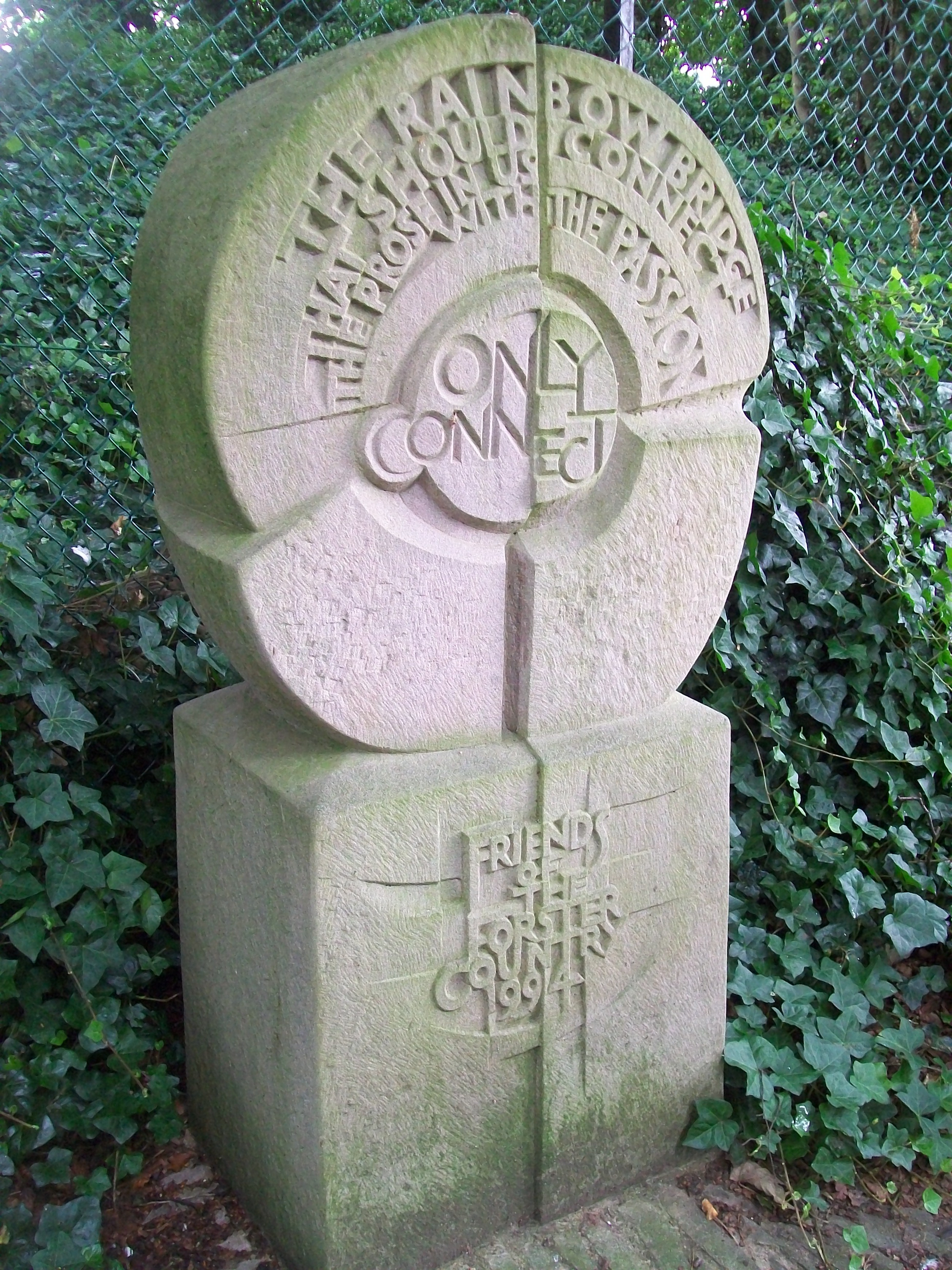
Monumento dedicato a Forster a Stevenage (Hertfordshire)

### Primi anni
Nato a Londra nel 1879 da un architetto gallese, Edward Morgan Llewellyn Forster, e da un'agiata borghese anglo-irlandese, Alice Clara "Lily" Whichelo, la vita del giovane Forster viene sconvolta a causa della perdita del padre per tubercolosi, avvenuta quando lui aveva soltanto un anno. Ciò spiega l'enorme influenza della madre nella vita del futuro scrittore. A causa di questo avvenimento, la madre e il piccolo Edward si trasferiscono a Rooks Nest nell'Hertfordshire nel 1883 fino a quando non si trasferiranno di nuovo nel Kent. Nel 1896 si iscrive al King's College dell'Università di Cambridge, istituzione alla quale rimane legato sino alla morte. Un legame che lo porta nel 1901 a entrare a far parte della società segreta universitaria a carattere velatamente omosessuale The Apostles (Gli Apostoli), di cui erano al tempo membri anche John Maynard Keynes e Lytton Strachey. Consegue ben due lauree, la prima in lettere classiche nel 1900 e la seconda in storia nel 1901.

### I viaggi e i libri
Al periodo successivo risalgono i primi viaggi: Svizzera, Francia, Austria e Italia. Grazie a questi viaggi Forster scoprirà la sua vocazione di scrittore. Fra il 1902 e il 1904 terrà lezioni presso il Working Men's College di Londra e innumerevoli conferenze sull'arte italiana nella provincia inglese. Nel 1905 è in Germania dove lavora come istitutore e contemporaneamente viene pubblicato Monteriano (Where Angels Fear to Tread). Nel 1907 viene pubblicato Il viaggio più lungo (The Longest Journey) e nel 1908 Camera con vista (A Room with a View). Forster torna in Italia, questa volta senza la madre. Nel 1910 pubblica con grande successo Casa Howard (Howards End), romanzo con cui il suo nome diverrà noto presso il grande pubblico e gli ambienti letterari inglesi. A questo periodo risale l'inizio della frequentazione del Bloomsbury Group.
Forster inizia a sperimentare diversi generi letterari, e nel 1911 scrive la commedia The Heart of Bosnia. Dopo essere tornato per la terza volta in Italia, pubblica la raccolta di racconti The Celestial Omnibus. Effettua un viaggio in India e al suo ritorno pensa che la sua vena di scrittore si sia inaridita. Nel 1913 visita la comune di Edward Carpenter, ex prete difensore dei diritti civili, che convince Forster ad accettare in maniera più completa la propria omosessualità. Da questa esperienza nasce il libro Maurice, che verrà pubblicato solo postumo. Durante la prima guerra mondiale sarà ad Alessandria d'Egitto, dove svolge volontariato per la Croce Rossa. Qui vivrà una storia d'amore con un guidatore di autobus, il quale però morirà di tubercolosi. Forster dopo la morte del giovane inizia a scrivere un romanzo, sotto forma di lettera, che oggi è conservato presso il King's College. La lettera inizia con versi dello scrittore A. E. Housman (Good-night, my lad, for nought's eternal; No league of ours, for sure).

### L'ultimo romanzo
Nel 1920 torna in patria e lavora per il Daily Herald. Nel 1921 viaggia nuovamente in India, ospite del Maharaja di Dewas e a seguito di quest'esperienza tornerà a scrivere. Pubblica infatti nel 1924 Passaggio in India (A Passage to India), il suo ultimo romanzo. Forster però non smette di scrivere: si dedica ad articoli per giornali, saggi di carattere storico, riflessioni di viaggio. Nel 1928 pubblica The Eternal Moment, una raccolta di racconti. Negli anni trenta viene visto come un esempio da tutti i nuovi scrittori e la sua fama non subisce flessioni. Nel 1947 e nel 1949 si reca negli Stati Uniti, per un tour di conferenze e per scrivere il libretto dell'opera lirica Billy Budd, tratta dal romanzo di Herman Melville. Dopo la morte della madre si trasferisce presso il King's College, dove vivrà quasi stabilmente. Nel 1969 gli viene attribuito l'Order of Merit. Forster muore il 7 giugno 1970 a Coventry.

## Vita privata
E.M. Foster era dichiaratamente omosessuale.

## Opere letterarie
- Monteriano (liberamente ispirato dalla città toscana di San Gimignano, 1905)
- Il viaggio più lungo (1907)
- Camera con vista (1908); prima edizione italiana con il titolo " La finestra sull'Arno", novembre 1954, ediz. S.A.I.E., traduzione Arjo
- Casa Howard (1910)
- Maurice (1914, pubblicato postumo nel 1971)
- Passaggio in India (1924)
- Aspetti del romanzo (1927)
- Il momento eterno (1928)
- I racconti (Collected Short Stories, 1947, unione della raccolta precedente e di The Celestial Omnibus; nuova edizione The new collected short stories, 1985)
- Libretto di Billy Budd (1951)
- La vita che verrà e altri racconti (1907-1960, pubblicato postumo nel 1972)

## Filmografia

### Soggetto
- Passaggio in India (A Passage to India), regia di David Lean (1984)
- Camera con vista (A Room with a View), regia di James Ivory (1985)
- Maurice, regia di James Ivory (1987)
- Monteriano - Dove gli angeli non osano metter piede (Where Angels Fear to Tread), regia di Charles Sturridge (1991)
- Casa Howard (Howards End), regia di James Ivory (1992)